# Filozofija veštačke inteligencije
Filozofija veštačke inteligencije je grana filozofije uma i filozofije računarstva koja istražuje veštačku inteligenciju i njene implikacije na znanje i razumevanje inteligencije, etike, svesti, epistemologije i slobodne volje. Štaviše, tehnologija se bavi stvaranjem veštačkih životinja ili veštačkih ljudi (ili, barem, veštačkih stvorenja; pogledajte veštački život), tako da je disciplina od velikog interesa za filozofe. Ovi faktori su doprineli nastanku filozofije veštačke inteligencije.
Filozofija veštačke inteligencije pokušava da odgovori na sledeća pitanja:
- Može li mašina da deluje inteligentno? Može li to da reši bilo koji problem koji bi čovek rešio razmišljanjem?
- Da li su ljudska inteligencija i inteligencija mašina iste? Da li je ljudski mozak u suštini kompjuter?
- Može li mašina imati um, mentalna stanja i svest u istom smislu kao i ljudsko biće? Može li se osetiti kako stvari stoje? (tj. da li ima svest?)

Pitanja poput ovih odražavaju različita interesovanja istraživača veštačke inteligencije, kognitivnih naučnika i filozofa. Naučni odgovori na ova pitanja zavise od definicije „inteligencije” i „svesti” i tačno o kojim se „mašinama” raspravlja.
Važne propozicije u filozofiji veštačke inteligencije uključuju neke od sledećih tema:
- Tjuringova „pristojna konvencija“: Ako se mašina ponaša inteligentno kao ljudsko biće, onda je inteligentna kao i ljudsko biće.[6]
- Dartmutski predlog: „Svaki aspekt učenja ili bilo koja druga karakteristika inteligencije može se u principu tako precizno opisati da se može napraviti mašina da ga simulira.“[7]
- Hipoteza o sistemu fizičkih simbola Alena Njuela i Herberta A. Sajmona: „Fizički sistem simbola ima neophodna i dovoljna sredstva opšte inteligentne akcije.“[8]
- Snažna hipoteza veštačke inteligencije Džona Sirla: „Odgovarajuće programirani računar sa pravim ulazima i izlazima bi stoga imao um u potpuno istom smislu kao i ljudska bića.“[9]
- Hobsov mehanizam: „Jer 'razum'... nije ništa drugo do 'računanje', to je sabiranje i oduzimanje, posledica opštih imena dogovorenih za 'obeležavanje' i 'označavanje' naših misli...”[10]

## Literatura
- Adam, Alison (1989). Artificial Knowing: Gender and the Thinking Machine. Routledge & CRC Press.  978-0-415-12963-3
- Benjamin, Ruha (2019). Race After Technology: Abolitionist Tools for the New Jim Code. Wiley.  978-1-509-52643-7
- Blackmore, Susan (2005), Consciousness: A Very Short Introduction, Oxford University Press
- Bostrom, Nick (2014), Superintelligence: Paths, Dangers, Strategies, Oxford University Press,  978-0-19-967811-2
- Brooks, Rodney (1990), „Elephants Don't Play Chess” (PDF), Robotics and Autonomous Systems, 6 (1–2): 3—15, CiteSeerX 10.1.1.588.7539 , doi:10.1016/S0921-8890(05)80025-9, Приступљено 2007-08-30
- Bryson, Joanna (2019). The Artificial Intelligence of the Ethics of Artificial Intelligence: An Introductory Overview for Law and Regulation, 34.
- Chalmers, David J (1996), The Conscious Mind: In Search of a Fundamental Theory, Oxford University Press, New York, ISBN 978-0-19-511789-9
- Cole, David (јесен 2004), „The Chinese Room Argument”,  Ур.: Zalta, Edward N., The Stanford Encyclopedia of Philosophy.
- Crawford, Kate (2021). Atlas of AI: Power, Politics, and the Planetary Costs of Artificial Intelligence. Yale University Press.
- Crevier, Daniel (1993). AI: The Tumultuous Search for Artificial Intelligence. New York, NY: BasicBooks. ISBN 0-465-02997-3.
- Dennett, Daniel (1991), Consciousness Explained, The Penguin Press, ISBN 978-0-7139-9037-9
- Dreyfus, Hubert (1972), What Computers Can't Do, New York: MIT Press, ISBN 978-0-06-011082-6
- Dreyfus, Hubert (1979), What Computers Still Can't Do, New York: MIT Press.
- Dreyfus, Hubert; Dreyfus, Stuart (1986), Mind over Machine: The Power of Human Intuition and Expertise in the Era of the Computer, Oxford, UK: Blackwell
- Fearn, Nicholas (2007), The Latest Answers to the Oldest Questions: A Philosophical Adventure with the World's Greatest Thinkers, New York: Grove Press
- Gladwell, Malcolm (2005), Blink: The Power of Thinking Without Thinking, Boston: Little, Brown, ISBN 978-0-316-17232-5.
- Harnad, Stevan (2001), „What's Wrong and Right About Searle's Chinese Room Argument?”,  Ур.: Bishop, M.; Preston, J., Essays on Searle's Chinese Room Argument, Oxford University Press
- Haraway, Donna (1985). A Cyborg Manifesto.
- Haugeland, John (1985), Artificial Intelligence: The Very Idea, Cambridge, Mass.: MIT Press.
- Hofstadter, Douglas (1979), Gödel, Escher, Bach: an Eternal Golden Braid.
- Horst, Steven (2009), „The Computational Theory of Mind”,  Ур.: Zalta, Edward N., The Stanford Encyclopedia of Philosophy, Metaphysics Research Lab, Stanford University.
- Kaplan, Andreas; Haenlein, Michael (2018), „Siri, Siri in my Hand, who's the Fairest in the Land? On the Interpretations, Illustrations and Implications of Artificial Intelligence”, Business Horizons, 62: 15—25, S2CID 158433736, doi:10.1016/j.bushor.2018.08.004
- Kurzweil, Ray (2005), The Singularity is Near, New York: Viking Press, ISBN 978-0-670-03384-3.
- Lucas, John (1961), „Minds, Machines and Gödel”,  Ур.: Anderson, A.R., Minds and Machines, Архивирано из оригинала 19. 08. 2007. г., Приступљено 24. 03. 2024.
- Malabou, Catherine (2019). Morphing Intelligence: From IQ Measurement to Artificial Brains. (C. Shread, Trans.). Columbia University Press.
- McCarthy, John; Minsky, Marvin; Rochester, Nathan; Shannon, Claude (1955), A Proposal for the Dartmouth Summer Research Project on Artificial Intelligence, Архивирано из оригинала 2008-09-30. г..
- McCarthy, John (1999), What is AI?, Архивирано из оригинала 4. 12. 2022. г., Приступљено 4. 12. 2022
- McDermott, Drew (14. 5. 1997), „How Intelligent is Deep Blue”, New York Times, Архивирано из оригинала 4. 10. 2007. г., Приступљено 10. 10. 2007
- Moravec, Hans (1988), Mind Children, Harvard University Press
- Penrose, Roger (1989), The Emperor's New Mind: Concerning Computers, Minds, and The Laws of Physics, Oxford University Press, ISBN 978-0-14-014534-2c
- Rescorla, Michael, "The Computational Theory of Mind", in:Edward N. Zalta (ed.), The Stanford Encyclopedia of Philosophy (Fall 2020 Edition)
- Russell, Stuart J.; Norvig, Peter (2003), Artificial Intelligence: A Modern Approach (2nd изд.), Upper Saddle River, New Jersey: Prentice Hall, ISBN 0-13-790395-2
- Searle, John (1980), „Minds, Brains and Programs” (PDF), Behavioral and Brain Sciences, 3 (3): 417—457, S2CID 55303721, doi:10.1017/S0140525X00005756, Архивирано из оригинала (PDF) 2015-09-23. г.
- Searle, John (1992), The Rediscovery of the Mind, Cambridge, Massachusetts: M.I.T. Press
- Searle, John (1999), Mind, language and society, New York, NY: Basic Books, ISBN 978-0-465-04521-1, OCLC 231867665
- Turing, Alan (октобар 1950), „Computing Machinery and Intelligence”, Mind, LIX (236): 433—460, ISSN 0026-4423, doi:10.1093/mind/LIX.236.433